# Natale Angielini
Natale Angielini, auch Natale Angelini bzw. Natale Angielus, (* vor etwa 1537 in Mailand; † 1574 in Pukanec) war ein Architekt, Ingenieur und Kartograph der Renaissance, der an der Südgrenze des Habsburgerreiches an der Verteidigung gegen die Angriffe der Osmanen mitwirkte.

## Leben
Natale arbeitete gemeinsam mit seinem jüngeren Bruder Nicolo Angielini als Festungsbaumeister am Ausbau der habsburgischen  Militärgrenze in Kroatien und Ungarn. Zunächst ist er ab 1557 in der innerösterreichischen Residenzstadt Graz fassbar, von wo aus er 1563 an einer Erkundungsmission der habsburgischen Festungen in Kroatien teilnahm und eine Karte dieses Gebietes anfertigte.
Zum 1. Januar 1564 wurde Natale Angielini von Kaiser Ferdinand I. an den kaiserlichen Hof nach Wien berufen.  Von dort bereiste er im darauf folgenden Jahrzehnt mit seinem Bruder Nicolo die kaiserlichen Burgen und Festungen in Ungarn an der Grenze gegen das Osmanische Reich. Als Architekt und Burgbaumeister war er mit seinem Bruder Nicolo und seinem Sohn Paolo für Planung und Durchführung von Um- und Ausbauten der Festungen verantwortlich. 1573 wurde er zum militärischen Superintendanten des bergstädtischen Grenzbezirkes in Ungarn ernannt. In diesem Amt ist er bald darauf, im Mai oder Juni 1574, in Pukanz (Bakabánya/Pukanec) gestorben. Sein Sohn setzte die Tätigkeit seines Vaters fort, hat ihn aber nicht lange überlebt.
Bis vor kurzem wurden die Brüder Natale und Nicolo von der Forschung unter dem Namen des jüngeren Bruders Nicolo geführt, da sie örtlich und zeitlich weitgehend parallel wirkten. Die kartografische Arbeit der Familie Angielini aus der Zeit von etwa 1563 bis 1574 ist in aufwändigen, kolorierten Atlanten in Wien, Karlsruhe und Dresden überliefert.

## Werk
- 2 Atlanten: ÖNB Wien, Handschriftensammlung Cod. 8609 (Vorwort Ende 1574) und Cod. 8607
- Atlas: BGLA Karlsruhe, Gebundene Karten und Pläne Hfl. Bd. XV
- 2 Atlanten: SHStA Dresden, Karten, Risse, Bilder Schrank XXVI, Fsc. 96 Nr. 6 und 5